# Indeksirana porodica skupova
Indeksirana porodica skupova, kraće porodica skupova ili indeksirana familija skupova, kraće familija skupova, jest bijekcija s određenoga skupa indeksa na skup skupova koja se interpretira kao indeksirani skup skupova. Najčešće se ne navodi skup indeksa u praksi. U praksi se porodicu skupova jednostavno teorijski promatra kao skup skupova u kojoj svaki skup ima svoje ime, odnosno indeks. Da bi izbjegli naziv "skup skupova", neki autori upotrebljavaju naziv porodica skupova čak i kad ne misle na indeksiranost.
U primjeru gdje su A i I skupovi, i gdje je 𝒫(A) partitivni skup skupa A, to jest to je skup svih podskupova skupa A. Indeksirana porodica skupova (porodica, familija) je svaka funkcija za koju vrijedi f : I → 𝒫(A)  .

## Vanjske poveznice
- Knjižnica Odjela za matematiku Sveučilišta J. J. Strossmayera u Osijeku  Arhivirana inačica izvorne stranice od 17. travnja 2023. (Wayback Machine) Viša algebra II (sadržaj)